# كريستيان سييم
كريستيان سييم (بالنرويجية البوكمول: Kristian Siem)‏ هو شخصية أعمال نرويجي، ولد في 7 فبراير 1949.